# Collins Mbesuma
Collins Ntofontofo Mbesuma (Luanshya, 3 febbraio 1984) è un ex calciatore zambiano, di ruolo attaccante.

## Palmarès

### Nazionale
- Coppa d'Africa: 1

2012